# Jakub Gottwald
Jakub Gottwald (ur. 18 października 1984 w Brnie) – czeski aktor telewizyjny, filmowy i teatralny.

## Życiorys
Kiedy był w szkole średniej, związał się z trupą teatralną w swoim rodzinnym mieście. Z powodu tego samego nazwiska, co pierwszy komunistyczny prezydent Klement Gottwald, dokuczali mu koledzy z klasy, dopóki ich nie zignorował i już się nimi nie przejmował. Studiował aktorstwo w brneńskim konserwatorium i DAMU w Pradze (2004–2009). Występował w teatrach: Narodowym w Pradze, Narodowym w Brnie, Dejvická, Strašnice i teatrze lalek Drak, a także w grupach Vosto5, SKUTR, Sgt. Tejnorová & the Commando, MeetFactory, Divadlo X10 oraz Studiu Hrdinů. Pracował też dla BST jako dubbing.

## Filmografia
- 2007: O uloupené divožence (TV) jako Simon
- 2008–2009: Klinika życia (serial TV) jako Krystof Dyk
- 2008: Expozitura (TV) jako Erik
- 2008: Comeback (serial TV) jako pomocník Dalajlámy
- 2009: Pomodlím Tě aneb v noci lilo (film krótkometrażowy)
- 2009: Julia kocha Shakespeara (film krótkometrażowy)
- 2010: Vodník a Karolínka (TV) jako Libor
- 2010: Deszczowa wróżka (Dešťová víla) jako Ondra Lakota, syn bogatego farmera
- 2014: Syndrom léta
- 2014: Potravní řetězec (film krótkometrażowy)
- 2015: Laputa jako Felix
- 2016: Menandros & Thaïs jako Menandros